# Стифе (Л'Аквила)
Стифе (итал. Stiffe) је насеље у Италији у округу Л'Аквила, региону Абруцо.
Према процени из 2011. у насељу је живело 36 становника. Насеље се налази на надморској висини од 562 м.